# 장전초등학교 (제주)
장전초등학교는 대한민국 제주특별자치도 제주시 애월읍 장전리에 있는 공립 초등학교이다.

## 학교 연혁
| 1946년 | 8월 21일  | 장전공립국민학교 설립인가 개교                                |
| 1949년 | 1월 25일  | 4.3사건으로 교실 전소 폐교                                    |
| 1950년 | 5월 25일  | 장전국민학교 재인가 개교                                      |
| 1974년 | 4월 23일  | 금덕분교장 개교                                               |
| 1984년 | 3월 5일   | 병설유치원 설립 인가 개원                                     |
| 1992년 | 3월 1일   | 금덕분교장 폐교(통학버스 운행)                                |
| 1992년 | 11월 11일 | 유치원교실 신축                                               |
| 1994년 | 2월 15일  | 급식소 신축                                                   |
| 1996년 | 3월 1일   | 장전초등학교 개명                                             |
| 2004년 | 9월 30일  | 다목적실 신축                                                 |
| 2005년 | 11월 28일 | 과학실험실 현대화 사업                                        |
| 2007년 | 1월 25일  | 방송실 설치                                                   |
| 2008년 | 12월 1일  | 초록 꿈 터 도서관 개관                                        |
| 2012년 | 9월 8일   | 운동장 잔디 구장 조성                                         |
| 2012년 | 10월 10일 | 영어체험실 증축                                               |
| 2012년 | 8월 30일  | 장애인 편의시설 신축                                          |
| 2013년 | 9월 30일  | 과학실 증축 및 현대화 사업                                    |
| 2013년 | 12월 31일 | 보건실, 방송실 현대화 사업                                    |
| 2014년 | 2월 28일  | 급식로 비가림 시설 및 야외 급수대 설치                        |
| 2014년 | 5월 1일   | 우레탄 트랙 조성                                              |
| 2014년 | 9월 1일   | 스마트교실 구축                                               |
| 2015년 | 3월 1일   | 보통교실 2실, 화장실 1실 증축(후관 3층)                       |
| 2017년 | 2월 1일   | 주차장 승차대 구축                                            |
| 2017년 | 2월 28일  | 본관 리모델링, 다목적실 2개 교실로 개축, 병설유치원 교실 증축 |
| 2018년 | 3월 2일   | 보통교실 3실 증축(후관 1~3층), 다목적강당 착공                |
| 2019년 | 7월 17일  | 한울마루(체육관) 개관                                         |
| 2020년 | 1월 21일  | 제36회 병설유치원 졸업식(졸업 24명)                           |
| 2020년 | 1월 22일  | 제68회 44명 졸업(2,169명)                                     |
| 2020년 | 3월 1일   | 11학급 편성 인가                                              |
| 2020년 | 9월 1일   | 제30대 교장 김순관 부임                                       |

## 참고 자료
- 장전초등학교 - 한국교육학술정보원 학교알리미